# Bioelectromagnetics
Bioelectromagnetics is een internationaal, aan collegiale toetsing onderworpen wetenschappelijk tijdschrift op het gebied van de biofysica; met name de rol van elektriciteit en magnetisme in de biologie.
Het wordt uitgegeven door Wiley-Liss namens de Bioelectromagnetics Society en verschijnt 8 keer per jaar.
Het eerste nummer verscheen in 1980.